# Malfuria
Malfuria je trilogie fantasy knih od německého spisovatele Christopha Marziho. Tvoří ji knihy Malfuria. Tajemství zpívajícího města, Malfuria. Strážkyně mlžných kamenů a Malfuria. Královna města stínů.
Tyto knihy vyprávějí příběh dívky jménem Catalina Soleado. Tato dívka je čarodějka a má jeden z nejmocnějších darů ze všech: kromě mluvení s elementem větru dokáže své kresby reálných předloh změnit po jejich úpravách. Tuto schopnost chtějí získat stíny a jejich hlavní vládkyně, "dáma s papírovými rty", která pluje po nebesích na různých lodích zároveň a hledá ji po celém světě. V knize se objevuje i romantická zápletka a v druhém díle i milostný trojúhelník.